# سیارک ۷۸۵۶
سیارک ۷۸۵۶ (به انگلیسی: 7856 Viktorbykov، نامگذاری:1975VB1) هفت هزار و هشتصد و پنجاه و ششمین سیارک کشف شده‌است که در ۱ نوامبر ۱۹۷۵ کشف شد.
قدر مطلق سیارک برابر ۱۲٫۷۰ است.